# 46,XX/46,XY
46,XX/46,XY is een genetische stoornis waarbij er sprake is van een chimerisme. Het wordt gewoonlijk gezien bij intersekseaandoeningen en tweeslachtige genitaliën. Het is niet hetzelfde als mosaïcisme. Het ontstaat in de baarmoeder wanneer een XX-zygote en een XY-zygote een enkel embryo worden, terwijl het eigenlijk een tweeling had moeten worden.

## Symptomen
De symptomen verschillen per individu. Er kan sprake zijn van een ovotesticulaire DSD. Enkel een genetische test kan het met zekerheid vaststellen. De volgende symptomen kunnen optreden:
- een grote clitoris of een kleine penis[1]
- oppervlakkige vagina en hypospadie[1]
- een combinatie van vrouwelijke en mannelijke secundaire geslachtskenmerken[3]

Het leidt niet tot cognitieve beperkingen.

## Diagnose
Het kan voor de geboorte al worden vastgesteld (ultrageluid) of later door middel van een bloedtest.